# Schwarzacher Talweitung
Die Schwarzacher Talweitung (auch Schwarzacher Becken) ist eine kleinteilige naturräumliche Einheit (5. Ordnung) mit der Ordnungsnummer 133.06 auf dem Gebiet der unterfränkischen Gemeinden Dettelbach, Schwarzach am Main und Sommerach im Landkreis Kitzingen.

## Lage
Die Schwarzacher Talweitung (133.06) bildet eine Untereinheit innerhalb der namenlosen Haupteinheit 133.0. Sie ist Teil des Mittleren Maintales (133) und damit ein Naturraum in der Haupteinheitengruppe der Mainfränkischen Platten. Die Talweitung umfasst ein Mainstück und sein östliches Hinterland. Nördlich schließt sich die Volkacher Mainschleife (133.07) an, die ebenfalls am Main liegt. Im Nordosten liegt das Dimbacher Flugsandgebiet (137.02), das bereits Teil des Steigerwaldvorlandes ist. Hierzu zählt ebenso das Albertshofener Flugsandgebiet (137.01) im Südosten. Mit dem Kitzinger Maintal (133.05) liegt ein weiterer Abschnitt des Maintals im Westen der Schwarzacher Talweitung. Die Gäufläche im nördlichen Maindreieck (134.10) füllt den Westen aus.
Der Naturraum liegt im Nordwesten des unterfränkischen Landkreises Kitzingen. Es umfasst Gebiete in den Gemeinden Dettelbach, Schwarzach am Main und Sommerach. Den Mittelpunkt bilden die Ortsteile der Gemeinde Schwarzach am Main (die örtliche Schule wurde auch „Grundschule Schwarzacher Becken“ genannt). Im Norden endet die Untereinheit am Rande des Ortes Sommerach. Sie zieht sich in Richtung Süden entlang des Maines, wo nahe Gerlachshausen der Mainkanal in den Fluss mündet. Im Osten zieht sich der Naturraum entlang des Unterlaufs der Bäche Schwarzach, Castellbach und Silberbach. Die südliche Begrenzung bilden die Seen von Hörblach. Im Südwesten zieht sich die Talweitung wieder entlang des Mains bis zum Dettelbacher Ortsteil Mainsondheim, westlich, auf der anderen Mainseite, bildet die Gemarkung von Schwarzenau die Begrenzung.

## Landschaftscharakteristik
Beim sogenannten Schwarzacher Becken handelt es sich um eine beckenartige Maintalweitung. Diese Weitung entstand durch die Mündung dreier Bäche in den Main (Schwarzach, Castellbach, Silberbach). Sie schieben flache Schwemmfächer vor sich her, die am Mainufer einen außerordentlich flachen Anstieg verursachen. Im Westen wird die Fläche um einen mittelquartären Talmäander des Mains erweitert. Begrenzt wird das Becken im Osten durch den Anstieg des Reliefs zum Steigerwaldvorland im sogenannten Michelheidewald und dem Unteren Forst bei Reupelsdorf. Südlich bildet der Klosterforst von Kitzingen die Grenze zu den ausgedehnten Flugsandgebieten entlang des Mains.
Die potentielle, natürliche Vegetation (ohne Eingriffe des Menschen) würde hier Auwälder aus Eschen und Ulmen entstehen lassen. Daneben würden hier vereinzelt auch Fichten entlang der kleineren Bäche zu finden sein. Die Schwarzacher Talweitung ist heute jedoch dicht besiedelt und von Ackerbauflächen durchsetzt.

## Schutzgebiete
Das Schwarzacher Becken weist im Gegensatz zu den angrenzenden Naturräumen nur wenige Flächen mit Schutzstatus auf. Es handelt sich bei diesen um Vogelschutzgebiete entlang des Mains und Fauna-Flora-Habitate in den Wäldern der angrenzenden Naturräume. Die Bäche Schwarzach und Castellbach sind daneben als Biotope eingetragen. Im Norden ragt das Landschaftsschutzgebiet Volkacher Mainschleife in das Becken, nordöstlich ist das Landschaftsschutzgebiet im Staatswald Reupelsdorf zu finden.

## Klima
Eine Besonderheit der Schwarzacher Talweitung ist das Lokalklima, das sich von den umliegenden Gebieten abhebt. Hier herrscht eine hohe Frühjahrsfrostgefährdung, die durch die Nebelarmut und die Kaltluftzufuhr entlang der Schwarzach begünstigt wird. Deswegen eignet sich die Region nicht für den im Mittleren Maintal so weit verbreiteten Obstbau. Daneben stellt auch die geringe Niederschlagsmenge ein Problem für die Landwirtschaft dar; die Talweitung gehört zu den trockensten Gebieten entlang des Maines.